# Silnice II/112
II/112 je česká silnice II. třídy, která vede ze středních Čech na Vysočinu a spojuje Benešov, Vlašim, Pelhřimov, Telč a Želetavu. Její celková délka je 112,788 km. V úseku Benešov – Pelhřimov se jedná o významnou alternativní komunikaci k dálnici D1 (ve 30. letech byl tento úsek částí státní silnice č. 1). Je to 10. nejdelší silnice II. třídy v zemi.
V plánu je výstavba severního obchvatu Benešova a navazující přivaděč na budoucí dálnici D3 v rámci výstavby úseku Hostěradice – Václavice.

## Vedení silnice – přehledně

### Středočeský kraj

#### Okres Benešov
- Benešov (vyústění z I/3, křížení s II/106, II/110)
- Struhařov-nádraží (křížení s II/111)
- odbočka Jemniště
- Chotýšany
- Domašín
- Vlašim (křížení s II/113, II/125)
- Bolina
- křížení s II/127
- Kuňovice
- Borovnice
- Čechtice (křížení s II/150)
- Malá Paseka

### Kraj Vysočina

#### Okres Pelhřimov
- Chýstovice
- Košetice
- začátek peáže II/129
- Křelovice (konec peáže II/129)
- Červená Řečice
- Pelhřimov (křížení a peáž s I/19, I/34)
- Rynárec
- Zajíčkov
- Nová Buková
- Horní Cerekev (křížení s II/132, II/133, II/639)

#### Okres Jihlava
- Nová Ves (křížení s II/134)
- Řídelov
- Vanůvek
- Telč (křížení s I/23, II/406)
- Zvolenovice
- Vystrčenovice
- Nová Říše (křížení s II/407)
- Zdeňkov
- Jindřichovice

#### Okres Třebíč
- Želetava (napojení na II/410 a potažmo I/38)

## Vedení silnice – podrobně
| Kraj        | km     |
| ----------- | ------ |
| Středočeský | 38,535 |
| Vysočina    | 74,253 |

### Okres Benešov – Kraj Středočeský
- celková délka 38,535 km
- mostů: 30
- přejezdů: 3

Silnice začíná v Benešově na křižovatce se silnicí I/3 (hlavní tah Praha – Tábor). Byla vybudována v 60. letech 19. století, v roce 1935 pak vyasfaltována, místy vydlážděna. Prochází Benešovem a ve Vlašimi přechází přes řeku Blanice. Dále prochází kolem rekreačního střediska Valcha. Po několika kilometrech následují Čechtice a na hranicích okresů Benešov / Pelhřimov opouští Středočeský Kraj.
| Místo    | km     | Cíl                       | Poznámka                           |
| -------- | ------ | ------------------------- | ---------------------------------- |
| Benešov  | 0,000  | Mrač/Bystřice             | vyústění (ul. Červené Vršky)       |
| Benešov  | 0,823  | Týnec nad Sázavou         |                                    |
| Benešov  | 1,995  | II110                     | zaústění (ul. Čechova)             |
| Benešov  | 1,995  | II110                     | vyústění (ul. Vlašimská)           |
|          | 3,418  | III/1104 Dlouhé Pole      |                                    |
|          | 4,175  | III/1121 Myslíč/Boušice   |                                    |
|          | 6,187  | Budkov/Struhařov          |                                    |
|          | 7,163  | III/1122 Dobříčkov        |                                    |
|          | 8,708  | III/1123 Sušice           |                                    |
|          | 9,493  | III/11117 Bořeňovice      |                                    |
|          | 9,630  | III/1128 Jemniště         | Silnice 112 u Jemniště             |
|          | 11,074 | III/1129 Chotýšany        |                                    |
|          | 12,145 | III/11210 Městečko        |                                    |
|          | 15,014 | III/11211 Hrazená Lhota   |                                    |
| Domašín  | 17,989 | III/11213 Domašín         |                                    |
| Vlašim   | 19,317 | Radošovice                |                                    |
| Vlašim   | 19,912 | Pavlovice                 |                                    |
| Vlašim   | 20,491 | Kondrac                   |                                    |
|          | 22,736 | III/11214 Vracovice       |                                    |
| Bolina   | 25,132 | III/11215 Zdislavice      |                                    |
|          | 27,121 | Malovidy/Zdislavice       |                                    |
|          | 28,144 | III/11216 Miřetice        |                                    |
|          | 30,146 | III/11217 Mnichovice      |                                    |
|          | 31,269 | III/11220 Borovnice       |                                    |
|          | 32,766 | III/11222 Otročice        |                                    |
| Čechtice | 35,065 | III/11223 Jeníkov         |                                    |
| Čechtice | 35,140 | Křivsoudov                |                                    |
| Čechtice | 35,333 | Staré Práchňany           |                                    |
| Čechtice | 35,430 | III/11224 Černičí         |                                    |
|          | 36,583 | III/11225 Růžkovy Lhotice |                                    |
|          | 38,453 | III/11226 Křešín          |                                    |
|          | 38,535 |                           | hranice okresů Benešov / Pelhřimov |

### Okres Pelhřimov – kraj Vysočina
- celková délka 40,343 km
- mostů: 12
- přejezdů: 3

Nejdelší úsek silnice II/112 začíná na hranicích Středočeského Kraje a Kraje Vysočina. Prochází serpentinami údolím Martinického potoka. Dále pokračuje přes Košetice. Pod Křelovicemi vede přes most přes řeku Trnavu. Následuje Červená Řečice a most přes Hejlovku u Bácovic. Při příjezdu do Pelhřimova se nachází křižovatka se silnicí I/19, kde silnice II/112 zaúsťuje do místní komunikace (ul. Pražská – bývalá II/112). V Pelhřimově pak opět vyúsťuje ze silnice I/34 (E551) a prochází přes obce Rynárec, Zajíčkov, Nová Buková a Horní Cerekev. Na hrajicích jihlavska pak okres Pelhřimov opouští.
| Místo          | km     | Cíl                                   | Poznámka                                                 |
| -------------- | ------ | ------------------------------------- | -------------------------------------------------------- |
|                | 38,535 |                                       | hranice okresů Pelhřimov / Benešov                       |
|                | 39,879 | III/11228 Chýstovice                  |                                                          |
|                | 41,387 | III/11230 Chyšná                      |                                                          |
|                | 43,546 | III/11231 Martinice                   |                                                          |
| Košetice       | 44,864 | III/11232 Onšov                       |                                                          |
| Košetice       | 44,978 | III/12920a Arneštovice                |                                                          |
|                | 48,119 | Arneštovice                           |                                                          |
|                | 48,211 | III/13032 Číhovice                    |                                                          |
| Křelovice      | 49,593 | Želiv                                 | Most přes řeku Trnavu (pod Křelovicemi)                  |
| Červená Řečice | 53,123 | III/12927 Popelištná                  |                                                          |
|                | 54,477 | III/11238 Zmišovice                   |                                                          |
|                | 56,257 | III/11235 Bácovice III/11241 Těchoraz |                                                          |
|                | 58,948 | III/11242 Čakovice                    | II/112 u Čakovic                                         |
|                | 60,504 | III/11243 Hodějovice                  |                                                          |
| Pelhřimov      | 61,406 | Tábor / I/34                          |                                                          |
| Pelhřimov      | 61,628 | MK (ul. Pražská)                      | zaústění                                                 |
| Pelhřimov      | 61,628 | Kamenice nad Lipou / Humpolec         | vyústění                                                 |
|                | 63,587 | III/11244 Pavlov                      |                                                          |
|                | 63,847 | III/11249 Vokov                       |                                                          |
| Rynárec        | 64,728 | III/11250 Čelistná                    |                                                          |
| Rynárec        | 64,970 | III/11255 Houserovka                  |                                                          |
|                | 69,125 | III/11258 Dobrá Voda                  | II/112 Rynárec – Zajíčkov (serpentiny)                   |
|                | 69,290 | III/11244 Nemojov                     |                                                          |
|                | 73,944 | III/1332 Černov                       |                                                          |
| Horní Cerekev  | 75,902 | Hříběcí                               |                                                          |
| Horní Cerekev  | 76,050 | Nový Rychnov                          |                                                          |
| Horní Cerekev  | 76,172 | Horní Ves                             | II/112 Horní Cerekev – Náměstí TGM (odb. II/132 – vlevo) |
| Horní Cerekev  | 76,332 | Batelov                               |                                                          |
|                | 76,990 | III/13423 Švábov                      |                                                          |
|                | 78,963 |                                       | hranice okresů Pelhřimov / Jihlava                       |

### Okres Jihlava – kraj Vysočina
- celková délka 32,599 km
- mostů: 6
- podjezdů: 1

V okrese Jihlava silnice II/112 prochází významným turistickým místem, kterým je město Telč. Silnice přechází z okresu Pelhřimov u obce Nová Ves, dále pokračuje přes Řídelov a Vanůvek. V Telči se stýká se silnicí I/23, která je spojnicí dálnic D1 a D3. Za Telčí přechází u obce Dyjice přes řeku Moravská Dyje. Dále pokračuje přes Zvolenovice, Novou Říši a Zdeňkov. U Jindřichovic přechází do okresu Třebíč.
| Místo       | km      | Cíl                                       | Poznámka                           |
| ----------- | ------- | ----------------------------------------- | ---------------------------------- |
|             | 78,963  |                                           | hranice okresů Jihlava / Pelhřimov |
| Nová Ves    | 81,351  | Horní Dubenky                             |                                    |
| Nová Ves    | 81,411  | Batelov                                   |                                    |
|             | 84,426  | III/13421 Rácov                           |                                    |
|             | 89,021  | III/11260 Řásná                           |                                    |
| Vanůvek     | 90,397  | III/11262 Doupě                           |                                    |
|             | 92,190  | III/11263 Volevčice                       |                                    |
|             | 93,761  | III/11264 Vanov                           |                                    |
| Telč        | 94,945  | Studnice                                  |                                    |
| Telč        | 95,401  | Krahulčí                                  | zaústění                           |
| Telč        | 95,401  | Stará Říše                                | vyústění                           |
| Telč        | 95,646  | III/40610 ul. Masarykova                  |                                    |
|             | 98,144  | III/11268 Dyjice                          |                                    |
| Zvolenovice | 99,799  | III/11269 Rozsíčky III/4074 Dolní Vilímeč |                                    |
|             | 102,227 | III/11270 Vystrčenovice                   |                                    |
| Nová Říše   | 104,889 | Červený Hrádek                            |                                    |
| Nová Říše   | 105,060 | Bohuslavice                               |                                    |
| Nová Říše   | 105,368 | III/11271 Krasonice                       |                                    |
|             | 111,571 |                                           | hranice okresů Jihlava / Třebíč    |

### Okres Třebíč – kraj Vysočina
- celková délka 1,220 km

Nejkratší část silnice II/112 z celkové délky připadá okresu Třebíč. Silnice zde končí u Želetavy zaústěním do silnice II/410.
| Místo | km      | Cíl                  | Poznámka                        |
| ----- | ------- | -------------------- | ------------------------------- |
|       | 111,571 |                      | hranice okresů Třebíč / Jihlava |
|       | 112,071 | Krasonice / Želetava |                                 |

## Vodstvo na trase

#### Okres Benešov
Benešovský potok, Jemnišťský potok, Chotýšanka, Domašínský potok, Blanice, Štěpánovský potok, Sedlický potok, Čechtický potok

#### Okres Pelhřimov
Martinický potok, Košetický potok, Pekelský potok, Trnava, Řečický potok, Hejlovka, Bělá (3x), Jihlava, Švábovský potok (hraniční)

#### Okres Jihlava
Batelovský potok, Třešťský potok, Telčský potok (2x), Moravská Dyje, Řečice, Vápovka